# マクラーレン・MP4-14
マクラーレンMP4-14 (McLaren MP4-14) は、マクラーレンが1999年のF1世界選手権に投入したフォーミュラ1カーである。

## 概要
エイドリアン・ニューウェイがマクラーレンで初めて一から設計したマシン。ダブルタイトルを獲得したMP4-13と外見はほとんど変わらなかったが、中身を大きく変化させてきた。

## 開発
- シャーシの寸法・リアの絞込み・ラジエーターをコンパクト化
- タイヤがワンメイク（ブリヂストン）で硬くなり、重量配分の変更
- ホイールベースの変更
- 新サスペンションジオメトリーの採用

と空力効果の向上、更なる低重心化と軽量化を極めようと試みたマシンであった。
メルセデス・ベンツエンジンは、前年より低重心・軽量・コンパクトになり、ハイパワーエンジンに仕上がっていたものの、ピーキーでドライバビリティが良くなかった。また、新しく投入されたサスペンションもマシン挙動を神経質かつシャープにした。
前年同様新車の発表は2月と遅く、シーズン開幕1か月前であった。ミカ・ハッキネンが新車発表直後のテストでトップタイムをたたき出したが、メカニカルトラブルも頻繁に発生しており、これがシーズンに影響することとなった。

## シーズン
テストの不安を払拭するかのように開幕戦からフロントローを確保し、決勝では1位・2位で走行していたが2台ともリタイアした。第5戦スペインGPから2台そろって完走できるようになったものの、第8戦イギリスGPのハッキネンのリタイア以外メカニカルトラブル絡みでリタイアしており、第2戦ブラジルGPでは、4周目で突然ギアが4速に入らなくなるトラブルも発生したが何とか復帰しハッキネンが勝利するなど、シーズンを通じて信頼性に悩まされた。だが、マシン以外にもチームのメンテナンスミス・戦略の欠如でタイトル争いを最終戦まで持ち込むこととなった。また、MP4-14はリアの不安定さが指摘されており、その神経質な挙動をデビッド・クルサードは嫌っていた。最終的にドライバーズタイトルこそ、ハッキネンが守り抜いて2連覇を達成したものの、コンストラクターズタイトルはいくつかのリタイアやポジションダウンが響き、終始信頼性が高いF399を投入し、戦略が明確であったフェラーリにさらわれることとなった。 

## スペック

### シャーシ
- シャーシ名 MP4-14

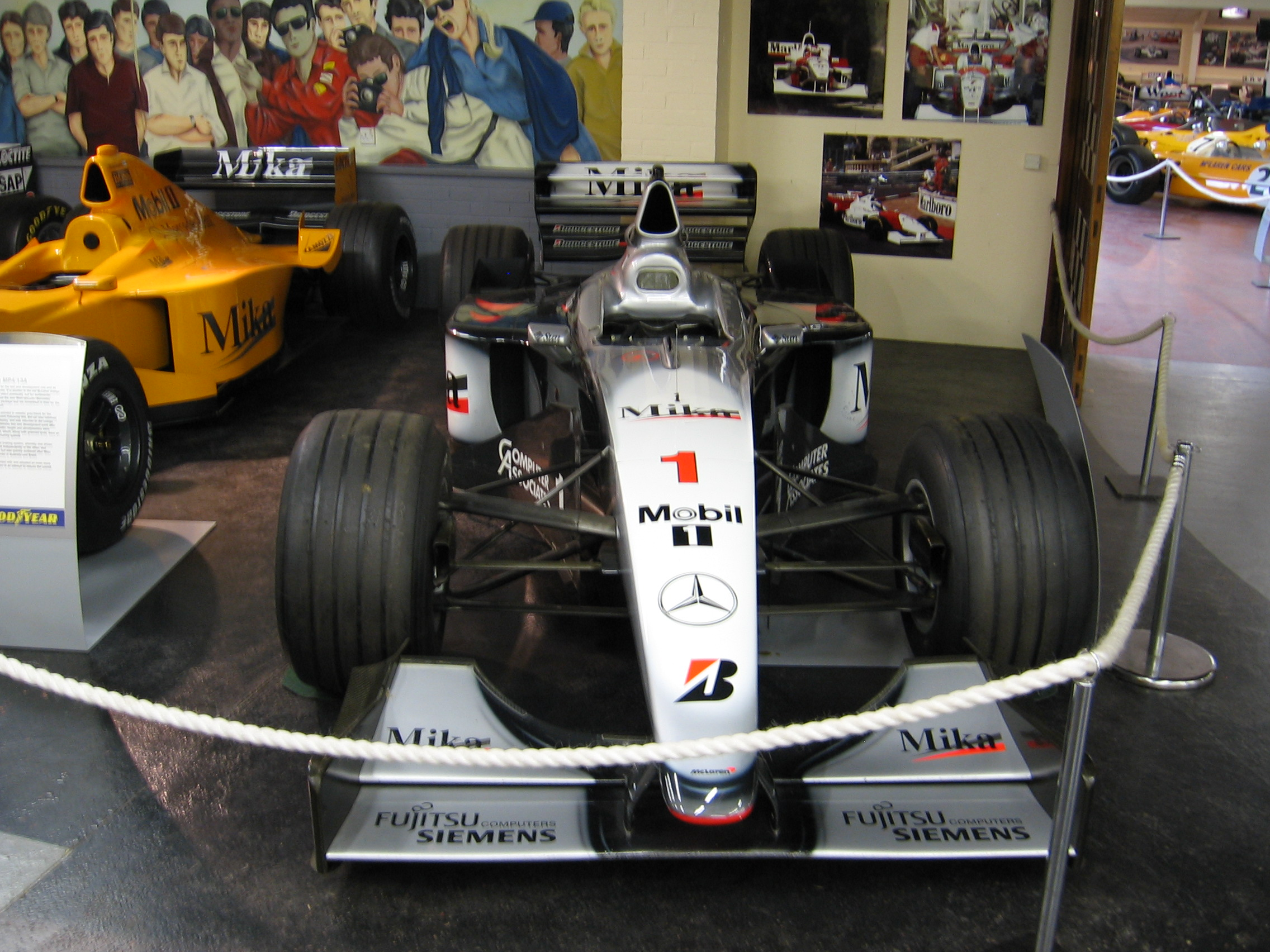
MP4-14（ドニントン・グランプリ・コレクション）

- モノコック カーボンファイバー・アルミハニカムコンポジット
- クラッチ AP
- ブレーキキャリパー AP
- ホイール エンケイ
- タイヤ ブリヂストン
- サスペンション (F/R)トーションバースプリング
- ギヤボックス 6速セミオートマチック

### エンジン
- エンジン名 メルセデス・ベンツFO110H
- 気筒数・角度 V型10気筒・72度
- スパークプラグ NGK
- 燃料・潤滑油 モービル

## 記録
- 数字は順位、太字はポールポジション、斜字はファステストラップ、Retはリタイア。(key)

| 年   | No. | ドライバー           | 1   | 2   | 3   | 4   | 5   | 6   | 7   | 8   | 9   | 10  | 11  | 12  | 13  | 14  | 15  | 16  | ポイント | ランキング |
| 年   | No. | ドライバー           | AUS | BRA | SMR | MON | ESP | CAN | FRA | GBR | AUT | GER | HUN | BEL | ITA | EUR | MAL | JPN | ポイント | ランキング |
| ---- | --- | -------------------- | --- | --- | --- | --- | --- | --- | --- | --- | --- | --- | --- | --- | --- | --- | --- | --- | -------- | ---------- |
| 1999 | 1   | ミカ・ハッキネン     | Ret | 1   | Ret | 3   | 1   | 1   | 2   | Ret | 3   | Ret | 1   | 2   | Ret | 5   | 3   | 1   | 124      | 2位        |
| 1999 | 2   | デビッド・クルサード | Ret | Ret | 2   | Ret | 2   | 7   | Ret | 1   | 2   | 5   | 2   | 1   | 5   | Ret | Ret | Ret | 124      | 2位        |

ドライバーズランキング
- ミカ・ハッキネン　1位　76ポイント
- デビッド・クルサード　4位　48ポイント